# Parafia Świętej Trójcy w Bolimowie
Parafia Świętej Trójcy w Bolimowie – parafia należąca do dekanatu Sochaczew-Matki Bożej Nieustającej Pomocy diecezji łowickiej. Erygowana w XIII wieku. Mieści się przy ulicy Koziej 4B. Duszpasterstwo w niej prowadzą księża diecezjalni.